# 火峰乡
火峰乡，是中华人民共和国四川省南充市南部县曾经下辖的一个乡。2019年10月，撤销河东镇和火峰乡，设立满福街道，以原河东镇和原火峰乡所属行政区域为满福街道的行政区域。

## 行政区划
火峰乡撤销前下辖以下地区：
琴台寺村、满福坝村、富湄山村、环江寺村、白庙子村、猫儿井村、化林村、大石桥村、城隍垭村、康康井村、玄真观村和二郎庙村。